# Llista de topònims de Cardedeu
Llista de topònims (noms propis de lloc) del municipi de Cardedeu, al Vallès Oriental
Informació actualitzada per un bot. Els canvis manuals es perdran quan s'actualitzi!

## casa
| imatge | Nom                                              | Ubicat a | instància de | Detalls                                                                                     | coordenades | Protecció                                  | Commons (més fotos)                                   | Dades a WD                    |
| ------ | ------------------------------------------------ | -------- | ------------ | ------------------------------------------------------------------------------------------- | --- | ------------------------------------------ | ----------------------------------------------------- | ----------------------------- |
|        | Ca l'Espavil                                     | Cardedeu | casa         |                                                                                             | 41° 38′ 15″ N, 2° 21′ 28″ E / 41.637367°N,2.357887°E ca:Sant Josep 19 192 msnm                                                           |                                            | Ca l'Espavil                                          | Modifica les dades a Wikidata |
|        | Can Badia                                        | Cardedeu | casa         | Estil: arquitectura eclèctica                                                               | 41° 38′ 18″ N, 2° 21′ 26″ E / 41.63825°N,2.35736°E ca:C. Teresa Oller, 34                                                                | bé integrant del patrimoni cultural català | Can Badia (Cardedeu)                                  | Modifica les dades a Wikidata |
|        | Can Bell-lloch                                   | Cardedeu | casa         | Estil: arquitectura popular                                                                 | 41° 38′ 17″ N, 2° 21′ 25″ E / 41.63819°N,2.35708°E ca:Teresa Oller, 26                                                                   | bé integrant del patrimoni cultural català | Can Bell-lloch (Cardedeu)                             | Modifica les dades a Wikidata |
|        | Can Cot                                          | Cardedeu | casa         | Estil: gòtic flamíger                                                                       | 41° 38′ 17″ N, 2° 21′ 19″ E / 41.63798°N,2.35524°E                                                                                       | bé cultural d'interès local                | Can Cot (Cardedeu)                                    | Modifica les dades a Wikidata |
|        | Can Faves                                        | Cardedeu | casa         | Estil: arquitectura popular 17th century                                                    | 41° 38′ 18″ N, 2° 21′ 24″ E / 41.638334°N,2.356655°E ca:C. Teresa Oller, 15 193 msnm                                                     | bé integrant del patrimoni cultural català | Can Faves                                             | Modifica les dades a Wikidata |
|        | Can Jubany                                       | Cardedeu | casa         | Estil: arquitectura popular                                                                 | 41° 38′ 18″ N, 2° 21′ 24″ E / 41.63835°N,2.3568°E                                                                                        | bé integrant del patrimoni cultural català | Can Jubany (Cardedeu)                                 | Modifica les dades a Wikidata |
|        | Can Llamada                                      | Cardedeu | casa         | Estil: arquitectura popular 17th century                                                    | 41° 38′ 18″ N, 2° 21′ 24″ E / 41.638337°N,2.356714°E ca:C. Teresa Oller, 17 193 msnm                                                     | bé integrant del patrimoni cultural català | Can Llamada                                           | Modifica les dades a Wikidata |
|        | Can Llibre                                       | Cardedeu | casa         | Estil: modernisme català arquitectura modernista                                            | 41° 38′ 18″ N, 2° 21′ 18″ E / 41.63833°N,2.35507°E                                                                                       | bé cultural d'interès local                | Can Llibre (Cardedeu)                                 | Modifica les dades a Wikidata |
|        | Can Serra                                        | Cardedeu | casa         | Estil: arquitectura barroca 18th century                                                    | 41° 38′ 12″ N, 2° 21′ 37″ E / 41.63679°N,2.36034°E ca:Pl. Ramon Macip - c. Esteve Barangé - crta. de Dosrius 192 msnm                    | bé cultural d'interès local                | Can Serra (Cardedeu)                                  | Modifica les dades a Wikidata |
|        | Can Suari de la Coma                             | Cardedeu | casa         | Estil: arquitectura eclèctica 19th century                                                  | 41° 38′ 13″ N, 2° 21′ 29″ E / 41.63682°N,2.35795°E ca:Av. Rei en Jaume, 36 191 msnm                                                      | bé cultural d'interès local                | Can Suari de la Coma                                  | Modifica les dades a Wikidata |
|        | Can Viñals                                       | Cardedeu | casa         | Estil: noucentisme 20th century                                                             | 41° 38′ 16″ N, 2° 21′ 16″ E / 41.63782°N,2.3545°E ca:C. Dr. Daurella, 9 - pg. Pau Gesa                                                   | bé cultural d'interès local                | Can Viñals (Cardedeu)                                 | Modifica les dades a Wikidata |
|        | Casa Albert Bonamusa                             | Cardedeu | casa         | Estil: noucentisme                                                                          | 41° 38′ 32″ N, 2° 21′ 23″ E / 41.64231°N,2.35645°E ca:Eduard Corbella, 2 / Diagonal Esteller                                             | bé integrant del patrimoni cultural català | Casa Albert Bonamusa                                  | Modifica les dades a Wikidata |
|        | Casa Alfred Santamaria                           | Cardedeu | casa         | Arquitecte: Manuel Joaquim Raspall i Mayol Estil: arquitectura eclèctica 20th century       | 41° 38′ 12″ N, 2° 21′ 16″ E / 41.6368°N,2.35432°E ca:Av. Rei en Jaume, 31 - c. Marià Borrell - c. Jacint Verdaguer                       | bé cultural d'interès local                | Casa Alfred Santamaria (Cardedeu)                     | Modifica les dades a Wikidata |
|        | Casa Alsina                                      | Cardedeu | casa         | Estil: arquitectura eclèctica                                                               | 41° 38′ 12″ N, 2° 21′ 26″ E / 41.63675°N,2.35714°E                                                                                       | bé integrant del patrimoni cultural català | Casa Alsina (Cardedeu)                                | Modifica les dades a Wikidata |
|        | Casa Alsina Gesa                                 | Cardedeu | casa         | Arquitecte: Manuel Joaquim Raspall i Mayol Estil: noucentisme                               | 41° 38′ 12″ N, 2° 21′ 26″ E / 41.6368°N,2.35731°E                                                                                        | bé integrant del patrimoni cultural català | Casa Alsina Gesa (Cardedeu)                           | Modifica les dades a Wikidata |
|        | Casa Aregall                                     | Cardedeu | casa         | 19th century                                                                                | 41° 38′ 17″ N, 2° 21′ 19″ E / 41.638044°N,2.35525°E ca:Pl. Sant Joan, 5 192 msnm                                                         | bé integrant del patrimoni cultural català | Casa Aregall                                          | Modifica les dades a Wikidata |
|        | Casa Arquer                                      | Cardedeu | casa         | Arquitecte: Manuel Joaquim Raspall i Mayol Estil: modernisme català arquitectura modernista | 41° 38′ 18″ N, 2° 21′ 21″ E / 41.63836°N,2.35572°E                                                                                       | bé cultural d'interès local                | Casa Arquer (Cardedeu)                                | Modifica les dades a Wikidata |
|        | Casa Baldé                                       | Cardedeu | casa         | Estil: arquitectura eclèctica 20th century                                                  | 41° 38′ 14″ N, 2° 21′ 37″ E / 41.63725°N,2.36038°E ca:Av. Rei en Jaume, 189-191 192 msnm                                                 | bé integrant del patrimoni cultural català | Casa Baldé                                            | Modifica les dades a Wikidata |
|        | Casa Balvey                                      | Cardedeu | casa         | Arquitecte: Manuel Joaquim Raspall i Mayol Estil: noucentisme                               | 41° 38′ 22″ N, 2° 21′ 21″ E / 41.639444444444°N,2.3558333333333°E ca:Crtra. de Cànoves, 9 / Lluís Llibre                                 | bé cultural d'interès local                | Casa Balvey                                           | Modifica les dades a Wikidata |
|        | Casa Bas                                         | Cardedeu | casa         | Arquitecte: Manuel Joaquim Raspall i Mayol Estil: noucentisme                               | 41° 38′ 26″ N, 2° 21′ 22″ E / 41.64049°N,2.35604°E ca:Crtra. de Cànoves, 72                                                              | bé cultural d'interès local                | Casa Bas (Cardedeu)                                   | Modifica les dades a Wikidata |
|        | Casa Borràs                                      | Cardedeu | casa         | Arquitecte: Manuel Joaquim Raspall i Mayol Estil: noucentisme                               | 41° 38′ 22″ N, 2° 21′ 22″ E / 41.63935°N,2.35611°E ca:Crtra. de Cànoves, 22                                                              | bé cultural d'interès local                | Casa Borràs (Cardedeu)                                | Modifica les dades a Wikidata |
|        | Casa Campmajor                                   | Cardedeu | casa         | Estil: noucentisme 20th century                                                             | 41° 38′ 15″ N, 2° 21′ 50″ E / 41.63752°N,2.36376°E ca:Av. Rei en Jaume, 271 - torrent Llibre - ctra. de Llinars 193 msnm                 | bé cultural d'interès local                | Casa Campmajor                                        | Modifica les dades a Wikidata |
|        | Casa Clavell                                     | Cardedeu | casa         | Arquitecte: Manuel Joaquim Raspall i Mayol Estil: modernisme català arquitectura modernista | 41° 38′ 20″ N, 2° 21′ 21″ E / 41.63882°N,2.35573°E ca:Pl. Església, 9, Cardedeu                                                          | bé cultural d'interès local                | Casa Clavell (Cardedeu)                               | Modifica les dades a Wikidata |
|        | Casa Cortès                                      | Cardedeu | casa         | Arquitecte: Lluís Planas i Calvet Estil: noucentisme                                        | 41° 38′ 14″ N, 2° 21′ 51″ E / 41.63711°N,2.36421°E                                                                                       | bé cultural d'interès local                | Casa Cortès (Cardedeu)                                | Modifica les dades a Wikidata |
|        | Casa Cuyàs                                       | Cardedeu | casa         | 19th century                                                                                | 41° 38′ 17″ N, 2° 21′ 17″ E / 41.637923°N,2.354726°E ca:C. Dr. Daurella, 3 190 msnm                                                      | bé integrant del patrimoni cultural català | Casa Cuyàs (Cardedeu)                                 | Modifica les dades a Wikidata |
|        | Casa Domingo Vila                                | Cardedeu | casa         | Estil: arquitectura eclèctica 19th century                                                  | 41° 38′ 15″ N, 2° 21′ 22″ E / 41.637628°N,2.356086°E ca:C. Sant Antoni, 13 192 msnm                                                      | bé integrant del patrimoni cultural català | Casa Domingo Vila                                     | Modifica les dades a Wikidata |
|        | Casa Dr. Klein                                   | Cardedeu | casa         | Arquitecte: Manuel Joaquim Raspall i Mayol Estil: arquitectura popular                      | 41° 38′ 20″ N, 2° 21′ 23″ E / 41.63892°N,2.35632°E                                                                                       | bé integrant del patrimoni cultural català | Casa Dr. Klein                                        | Modifica les dades a Wikidata |
|        | Casa Enric Vila                                  | Cardedeu | casa         | Estil: arquitectura eclèctica 19th century                                                  | 41° 38′ 16″ N, 2° 21′ 22″ E / 41.637702°N,2.356085°E ca:C. Sant Antoni, 11 193 msnm                                                      | bé integrant del patrimoni cultural català | Casa Enric Vila                                       | Modifica les dades a Wikidata |
|        | Casa Ferrandiz                                   | Cardedeu | casa         | Estil: arquitectura eclèctica 19th century                                                  | 41° 38′ 16″ N, 2° 21′ 16″ E / 41.6378°N,2.35442°E ca:C. Dr. Daurella, 11 - c. Jacint Verdaguer - pg. Pau Gesa                            | bé cultural d'interès local                | Casa Ferrandiz (Cardedeu)                             | Modifica les dades a Wikidata |
|        | Casa Josep Tey                                   | Cardedeu | casa         | 19th century                                                                                | 41° 38′ 16″ N, 2° 21′ 17″ E / 41.637915°N,2.354631°E ca:C. Dr. Daurella, 5 191 msnm                                                      | bé integrant del patrimoni cultural català | Casa Josep Tey                                        | Modifica les dades a Wikidata |
|        | Casa Josep Vilaseca i Mogas                      | Cardedeu | casa         |                                                                                             | 41° 38′ 18″ N, 2° 21′ 18″ E / 41.63827°N,2.35496°E                                                                                       | bé integrant del patrimoni cultural català | Casa Josep Vilaseca i Mogas                           | Modifica les dades a Wikidata |
|        | Casa Klein                                       | Cardedeu | casa         | Estil: barroc                                                                               | 41° 38′ 20″ N, 2° 21′ 35″ E / 41.63875°N,2.35968°E                                                                                       | bé integrant del patrimoni cultural català | Casa Klein (Cardedeu)                                 | Modifica les dades a Wikidata |
|        | Casa Lluís Espinach i Espinach                   | Cardedeu | casa         | Estil: historicisme arquitectònic                                                           | 41° 38′ 16″ N, 2° 21′ 22″ E / 41.63784°N,2.3561°E                                                                                        | bé cultural d'interès local                | Casa Lluís Espinach i Espinach                        | Modifica les dades a Wikidata |
|        | Casa Malla                                       | Cardedeu | casa         | 18th century                                                                                | 41° 38′ 18″ N, 2° 21′ 17″ E / 41.638285°N,2.35486°E ca:Pl. Sant Joan, 14-14 bis 192 msnm                                                 | bé integrant del patrimoni cultural català | Casa Malla                                            | Modifica les dades a Wikidata |
|        | Casa Noguera                                     | Cardedeu | casa         | Estil: noucentisme 20th century                                                             | 41° 38′ 18″ N, 2° 21′ 17″ E / 41.63823°N,2.35473°E ca:C. Josep Vilaseca, 12 - c. Joan Miró                                               | bé cultural d'interès local                | Casa Noguera (Cardedeu)                               | Modifica les dades a Wikidata |
|        | Casa Padrós                                      | Cardedeu | casa         | Estil: arquitectura eclèctica 20th century                                                  | 41° 38′ 16″ N, 2° 21′ 16″ E / 41.63783°N,2.35456°E ca:C. Dr. Daurella, 7 - pg. Pau Gesa                                                  | bé cultural d'interès local                | Casa Padrós (Cardedeu)                                | Modifica les dades a Wikidata |
|        | Casa Parera                                      | Cardedeu | casa         | Estil: arquitectura popular 17th century                                                    | 41° 38′ 17″ N, 2° 21′ 32″ E / 41.637936°N,2.358978°E ca:C. Pedró, 15 194 msnm                                                            | bé integrant del patrimoni cultural català | Casa Parera (Cardedeu)                                | Modifica les dades a Wikidata |
|        | Casa Penina                                      | Cardedeu | casa         | Estil: arquitectura moderna 20th century                                                    | 41° 38′ 36″ N, 2° 21′ 41″ E / 41.64329°N,2.3615°E ca:C. Adolf Agustí, 46 205 msnm                                                        | bé integrant del patrimoni cultural català | Casa Penina                                           | Modifica les dades a Wikidata |
|        | Casa Pere Llibre                                 | Cardedeu | casa         | Estil: arquitectura eclèctica 19th century                                                  | 41° 38′ 14″ N, 2° 21′ 17″ E / 41.63712°N,2.35475°E ca:Av. Rei en Jaume, 41 - c. Dr. Robert - pg. Pau Gesa - c. Jacint Verdaguer 191 msnm | bé cultural d'interès local                | Casa Pere Llibre (Cardedeu)                           | Modifica les dades a Wikidata |
|        | Casa Perin                                       | Cardedeu | casa         | Estil: arquitectura popular 17th century                                                    | 41° 38′ 17″ N, 2° 21′ 31″ E / 41.638028°N,2.358689°E ca:C. Pedró, 5 153 msnm                                                             | bé integrant del patrimoni cultural català | Casa Perin                                            | Modifica les dades a Wikidata |
|        | Casa Ramon Llivina                               | Cardedeu | casa         | Estil: noucentisme                                                                          | 41° 38′ 15″ N, 2° 21′ 43″ E / 41.63745°N,2.36208°E                                                                                       | bé integrant del patrimoni cultural català | Casa Ramon Llivina                                    | Modifica les dades a Wikidata |
|        | Casa Reynés                                      | Cardedeu | casa         | Estil: neoclassicisme 19th century                                                          | 41° 38′ 12″ N, 2° 21′ 24″ E / 41.63668°N,2.35679°E ca:Av. Rei en Jaume, 4 - av. Ferrocarril 190 msnm                                     | bé cultural d'interès local                | Casa Reynés (Cardedeu)                                | Modifica les dades a Wikidata |
|        | Casa Ricós                                       | Cardedeu | casa         | Arquitecte: Manuel Joaquim Raspall i Mayol Estil: noucentisme                               | 41° 38′ 31″ N, 2° 21′ 22″ E / 41.64191°N,2.35609°E                                                                                       | bé cultural d'interès local                | Casa Ricós (Cardedeu)                                 | Modifica les dades a Wikidata |
|        | Casa Ricós Roig                                  | Cardedeu | casa         | Estil: arquitectura eclèctica                                                               | 41° 38′ 14″ N, 2° 21′ 33″ E / 41.63716°N,2.35908°E ca:Av. Rei en Jaume, 157 191 msnm                                                     | bé integrant del patrimoni cultural català | Casa Ricós Roig                                       | Modifica les dades a Wikidata |
|        | Casa Salvador Clavell Morató                     | Cardedeu | casa         | Estil: arquitectura modernista 20th century                                                 | 41° 38′ 11″ N, 2° 21′ 30″ E / 41.63642°N,2.35837°E ca:Carrer Montseny, 7 192 msnm                                                        | bé integrant del patrimoni cultural català | Casa Salvador Clavell Morató                          | Modifica les dades a Wikidata |
|        | Casa Subirana                                    | Cardedeu | casa         | Arquitecte: Manuel Joaquim Raspall i Mayol Estil: noucentisme                               | 41° 38′ 17″ N, 2° 21′ 29″ E / 41.63802°N,2.35808°E ca:C. Hospital, 22 193 msnm                                                           | bé cultural d'interès local                | Casa Subirana                                         | Modifica les dades a Wikidata |
|        | Casa Valls                                       | Cardedeu | casa         | Estil: arquitectura popular                                                                 | 41° 38′ 18″ N, 2° 21′ 25″ E / 41.63832°N,2.35692°E                                                                                       | bé cultural d'interès local                | Casa al carrer Teresa Oller, 23                       | Modifica les dades a Wikidata |
|        | Casa Viader                                      | Cardedeu | casa         | Estil: noucentisme                                                                          | 41° 38′ 16″ N, 2° 21′ 23″ E / 41.63785°N,2.35651°E ca:Teresa Oller, 6-8 / Plaça Marc Viader / Diagonal Fivaller                          | bé cultural d'interès local                | Casa Viader (Cardedeu)                                | Modifica les dades a Wikidata |
|        | Casa Viñals                                      | Cardedeu | casa         | Estil: noucentisme                                                                          | 41° 38′ 14″ N, 2° 21′ 12″ E / 41.63715°N,2.35332°E                                                                                       | bé integrant del patrimoni cultural català | Casa Viñals (Cardedeu)                                | Modifica les dades a Wikidata |
|        | Casa a l'avinguda Àngel Guimerà, 215             | Cardedeu | casa         | Estil: academicisme                                                                         | 41° 38′ 32″ N, 2° 21′ 32″ E / 41.64218°N,2.35887°E                                                                                       | bé integrant del patrimoni cultural català | Casa a l'avinguda Àngel Guimerà, 215                  | Modifica les dades a Wikidata |
|        | Casa a l'avinguda Àngel Guimerà, 232             | Cardedeu | casa         |                                                                                             | 41° 38′ 36″ N, 2° 21′ 35″ E / 41.64347°N,2.35965°E                                                                                       | bé integrant del patrimoni cultural català | Casa a l'avinguda Àngel Guimerà, 232                  | Modifica les dades a Wikidata |
|        | Casa a la Gran Via Tomàs Balvey, 2               | Cardedeu | casa         | Estil: arquitectura eclèctica Estat: enderrocat o destruït                                  | 41° 38′ 11″ N, 2° 21′ 31″ E / 41.63638°N,2.35868°E                                                                                       | bé integrant del patrimoni cultural català |                                                       | Modifica les dades a Wikidata |
|        | Casal Daurella                                   | Cardedeu | casa         | Estil: arquitectura neoclàssica                                                             | 41° 38′ 16″ N, 2° 21′ 17″ E / 41.6379°N,2.35485°E ca:Doctor Daurella, 1, Dr. Robert, Pg. Pau Gesa                                        | bé cultural d'interès local                | Casal Daurella (Cardedeu)                             | Modifica les dades a Wikidata |
|        | Cases Joan Amat                                  | Cardedeu | casa         | Estil: arquitectura eclèctica 19th century                                                  | 41° 38′ 13″ N, 2° 21′ 23″ E / 41.63697°N,2.35637°E ca:Av. Rei en Jaume, 75-77 - pg. Pau Gesa 190 msnm                                    | bé cultural d'interès local                | Cases Joan Amat                                       | Modifica les dades a Wikidata |
|        | Conjunt de cases al carrer Pau Gesa, 61-65       | Cardedeu | casa         | Estil: noucentisme 20th century                                                             | 41° 38′ 14″ N, 2° 21′ 11″ E / 41.63713°N,2.35308°E ca:C. Pau Gesa, 61-65 190 msnm                                                        | bé integrant del patrimoni cultural català | Conjunt de cases al carrer Pau Gesa, 61-65 (Cardedeu) | Modifica les dades a Wikidata |
|        | Conjunt de cases del segle XVIII                 | Cardedeu | casa         | Estil: arquitectura barroca                                                                 | 41° 38′ 18″ N, 2° 21′ 27″ E / 41.63823°N,2.35753°E                                                                                       | bé integrant del patrimoni cultural català | Conjunt de cases del segle XVIII                      | Modifica les dades a Wikidata |
|        | Fleca vella                                      | Cardedeu | casa         |                                                                                             | 41° 38′ 18″ N, 2° 21′ 22″ E / 41.63823°N,2.35618°E ca:Plaça d'Anselm Clavé, 11                                                           | bé cultural d'interès local                | Fleca vella (Cardedeu)                                | Modifica les dades a Wikidata |
|        | Quinta Borrell                                   | Cardedeu | casa         | Estil: arquitectura eclèctica 19th century                                                  | 41° 38′ 16″ N, 2° 20′ 59″ E / 41.637649°N,2.349757°E ca:C. Sagrat Cor, 18 204 msnm                                                       | bé integrant del patrimoni cultural català | Quinta Borrell                                        | Modifica les dades a Wikidata |
|        | Torre Amat                                       | Cardedeu | casa         | Arquitecte: Ramon Puig i Gairalt Estil: noucentisme                                         | 41° 38′ 13″ N, 2° 21′ 44″ E / 41.63699°N,2.36217°E                                                                                       | bé cultural d'interès local                | Torre Amat (Cardedeu)                                 | Modifica les dades a Wikidata |
|        | Torre Ferran                                     | Cardedeu | casa         | Estil: noucentisme                                                                          | 41° 38′ 25″ N, 2° 21′ 20″ E / 41.64022°N,2.35558°E                                                                                       | bé integrant del patrimoni cultural català | Torre Ferrant (Cardedeu)                              | Modifica les dades a Wikidata |
|        | Torre Granés Espinach                            | Cardedeu | casa         | Estil: arquitectura eclèctica 19th century                                                  | 41° 38′ 14″ N, 2° 21′ 19″ E / 41.63719°N,2.3553°E ca:Av. Rei en Jaume, 57 - c. Dr. Draper - pg. Pau Gesa - c. Dr. Robert 191 msnm        | bé cultural d'interès local                | Torre Granés Espinach                                 | Modifica les dades a Wikidata |
|        | Torre Montserrat                                 | Cardedeu | casa         | Arquitecte: Eduard Maria Balcells i Buïgas Estil: modernisme català arquitectura modernista | 41° 38′ 15″ N, 2° 21′ 39″ E / 41.637438°N,2.360704°E                                                                                     | bé cultural d'interès local                | Torre Montserrat                                      | Modifica les dades a Wikidata |
|        | Torre Pujol                                      | Cardedeu | casa         | Estil: arquitectura eclèctica 19th century                                                  | 41° 38′ 17″ N, 2° 21′ 15″ E / 41.63811°N,2.35408°E ca:C. Josep Vilaseca, 26 - c. del Molí 192 msnm                                       | bé cultural d'interès local                | Torre Pujol (Cardedeu)                                | Modifica les dades a Wikidata |
|        | Torre Sivilla                                    | Cardedeu | casa         | Estil: noucentisme 20th century                                                             | 41° 38′ 15″ N, 2° 21′ 42″ E / 41.63756°N,2.36161°E ca:C. Mare de Déu del Pilar, 37 193 msnm                                              | bé integrant del patrimoni cultural català | Torre Sivilla                                         | Modifica les dades a Wikidata |
|        | Torre Sàlvia                                     | Cardedeu | casa         | Estil: arquitectura eclèctica 19th century                                                  | 41° 38′ 17″ N, 2° 21′ 13″ E / 41.63813°N,2.35352°E ca:C. Josep Vilaseca, 36 - c. Marià Borrell 191 msnm                                  | bé cultural d'interès local                | Torre Sàlvia                                          | Modifica les dades a Wikidata |
|        | Torre Viader                                     | Cardedeu | casa         | Arquitecte: Manuel Joaquim Raspall i Mayol Estil: modernisme català                         | 41° 38′ 17″ N, 2° 21′ 23″ E / 41.6381°N,2.35625°E ca:Teresa Oller, 10-14 i Pl. Marc Viader                                               | bé cultural d'interès local                | Casa Marc Viader                                      | Modifica les dades a Wikidata |
|        | Torre a l'avinguda Àngel Guimerà, 230            | Cardedeu | casa         | Estil: noucentisme                                                                          | 41° 38′ 36″ N, 2° 21′ 35″ E / 41.64331°N,2.35968°E                                                                                       | bé integrant del patrimoni cultural català | Torre a l'avinguda Àngel Guimerà, 230                 | Modifica les dades a Wikidata |
|        | Villa Paquita                                    | Cardedeu | casa masia   | Estil: noucentisme                                                                          | 41° 38′ 13″ N, 2° 21′ 39″ E / 41.63696°N,2.36094°E ca:Av. Rei en Jaume, 114                                                              | bé cultural d'interès local                | Villa Paquita (Cardedeu)                              | Modifica les dades a Wikidata |
|        | addició de cases                                 | Cardedeu | casa         | Arquitecte: Manuel Joaquim Raspall i Mayol Estil: noucentisme 20th century                  | 41° 38′ 13″ N, 2° 21′ 34″ E / 41.63697°N,2.35953°E ca:Av. Rei en Jaume - ctra. de Dosrius 191 msnm                                       | bé integrant del patrimoni cultural català | Addició de cases                                      | Modifica les dades a Wikidata |
|        | casa Cirera                                      | Cardedeu | casa         | Estil: noucentisme 20th century                                                             | 41° 38′ 17″ N, 2° 21′ 19″ E / 41.63817°N,2.35539°E ca:Pl. Sant Joan, 8 - c. de Baix 192 msnm                                             | bé integrant del patrimoni cultural català | Casa Cirera (Cardedeu)                                | Modifica les dades a Wikidata |
|        | casa Rovellat                                    | Cardedeu | casa         | Arquitecte: Manuel Joaquim Raspall i Mayol Estil: arquitectura modernista                   | 41° 38′ 17″ N, 2° 21′ 30″ E / 41.638°N,2.35823°E                                                                                         | bé cultural d'interès local                | Casa Golferichs, Cardedeu                             | Modifica les dades a Wikidata |
|        | casa a la Carretera de Caldes, 15                | Cardedeu | casa         | Estil: arquitectura modernista Estat: enderrocat o destruït                                 | 41° 38′ 12″ N, 2° 21′ 13″ E / 41.636789°N,2.353575°E ca:Carretera de Caldes, 15                                                          | bé integrant del patrimoni cultural català |                                                       | Modifica les dades a Wikidata |
|        | casa a la carretera de Caldes, 137               | Cardedeu | casa         | Estil: noucentisme Estat: enderrocat o destruït                                             | 41° 38′ 14″ N, 2° 21′ 31″ E / 41.63711°N,2.35856°E                                                                                       |                                            |                                                       | Modifica les dades a Wikidata |
|        | casa al carrer Girona - Nostra Senyora del Pilar | Cardedeu | casa         | Estil: noucentisme Estat: enderrocat o destruït                                             | 41° 38′ 11″ N, 2° 21′ 42″ E / 41.63626°N,2.36174°E                                                                                       | bé integrant del patrimoni cultural català |                                                       | Modifica les dades a Wikidata |
|        | casa al carrer Girona, 36-38                     | Cardedeu | casa         | Estil: noucentisme 20th century                                                             | 41° 38′ 10″ N, 2° 21′ 42″ E / 41.63624°N,2.36163°E ca:C. Girona, 36-38 191 msnm                                                          | bé integrant del patrimoni cultural català | Casa al carrer Girona, 36-38 (Cardedeu)               | Modifica les dades a Wikidata |
|        | casa al carrer Sant Josep Oriol, 28              | Cardedeu | casa         | Estil: noucentisme 20th century                                                             | 41° 38′ 29″ N, 2° 21′ 24″ E / 41.64131°N,2.35672°E ca:C. Sant Josep Oriol, 28 200 msnm                                                   | bé integrant del patrimoni cultural català | Casa al carrer Sant Josep Oriol, 28 (Cardedeu)        | Modifica les dades a Wikidata |
|        | casa al carrer Sant Miquel, 7                    | Cardedeu | casa         | Estil: noucentisme                                                                          | 41° 38′ 10″ N, 2° 21′ 38″ E / 41.63607°N,2.36068°E                                                                                       | bé integrant del patrimoni cultural català | Casa al carrer Sant Miquel, 7                         | Modifica les dades a Wikidata |
|        | habitatge a l'avinguda Àngel Guimerà, 217        | Cardedeu | casa         | Estil: noucentisme                                                                          | 41° 38′ 33″ N, 2° 21′ 33″ E / 41.64257°N,2.35917°E                                                                                       | bé integrant del patrimoni cultural català | Torre Angel Guimera 217 Cardedeu                      | Modifica les dades a Wikidata |

## curs d'aigua
| imatge | Nom                 | Ubicat a | instància de     | Detalls                        | coordenades                                                                                               | Protecció | Commons (més fotos) | Dades a WD                    |
| ------ | ------------------- | --- | ---------------- | ------------------------------ | --- | --------- | ------------------- | ----------------------------- |
|        | Mogent              | Llinars del Vallès Vilalba Sasserra la Roca del Vallès Vallromanes Montornès del Vallès Vilanova del Vallès | curs d'aigua riu | Desemboca: Besòs Llarg: 31.4km | 41° 38′ 06″ N, 2° 27′ 14″ E / 41.635103°N,2.453769°E 41° 32′ 48″ N, 2° 15′ 05″ E / 41.546602°N,2.251394°E |           | Mogent              | Modifica les dades a Wikidata |
|        | riera de Vallfornès | Vallès Oriental                                                                                             | curs d'aigua     | Desemboca: Mogent              | 41° 45′ 51″ N, 2° 19′ 59″ E / 41.764083°N,2.333143°E 41° 36′ 49″ N, 2° 21′ 19″ E / 41.613516°N,2.355208°E |           | Riera de Vallfornès | Modifica les dades a Wikidata |

## edifici
| imatge | Nom                              | Ubicat a | instància de | Detalls                                                                                     | coordenades | Protecció                                  | Commons (més fotos)       | Dades a WD                    |
| ------ | -------------------------------- | -------- | ------------ | ------------------------------------------------------------------------------------------- | --- | ------------------------------------------ | ------------------------- | ----------------------------- |
|        | Alqueria Amat                    | Cardedeu | edifici      | Estil: noucentisme Estat: enderrocat o destruït                                             | 41° 38′ 13″ N, 2° 21′ 47″ E / 41.63707°N,2.36304°E                                                                                         |                                            |                           | Modifica les dades a Wikidata |
|        | Alqueria Cloelia                 | Cardedeu | edifici      | Arquitecte: Manuel Joaquim Raspall i Mayol Estil: modernisme català arquitectura modernista | 41° 38′ 12″ N, 2° 21′ 41″ E / 41.636613°N,2.361336°E ca:Gran Via Tomàs Balvey, 40                                                          | bé cultural d'interès local                | Alqueria Cloelia          | Modifica les dades a Wikidata |
|        | Antic Casino de Cardedeu         | Cardedeu | edifici      | Estil: noucentisme 20th century                                                             | 41° 38′ 16″ N, 2° 21′ 55″ E / 41.63782°N,2.36533°E ca:Av. Rei en Jaume, 315 - c. Joaquim Blume - c. Llinars 194 msnm                       | bé cultural d'interès local                | Antic Casino de Cardedeu  | Modifica les dades a Wikidata |
|        | Casa Manuel Vallès               | Cardedeu | edifici      | Estil: noucentisme                                                                          | 41° 38′ 35″ N, 2° 21′ 35″ E / 41.64302°N,2.35959°E                                                                                         | bé integrant del patrimoni cultural català |                           | Modifica les dades a Wikidata |
|        | Fàbrica Borràs                   | Cardedeu | edifici      | Estil: noucentisme                                                                          | 41° 38′ 25″ N, 2° 21′ 35″ E / 41.64023°N,2.35982°E ca:Av. Àngel Guimerà, 126                                                               | bé cultural d'interès local                | Fàbrica Borràs (Cardedeu) | Modifica les dades a Wikidata |
|        | Fàbrica Tèxtil Rase              | Cardedeu | edifici      | Estil: arquitectura modernista 20th century                                                 | 41° 38′ 19″ N, 2° 21′ 45″ E / 41.6386°N,2.362462°E ca:C. Verge del Pilar, 46 - c. Llinars - c. Dr. Klein - av. de Jaume Campmajor 195 msnm | bé cultural d'interès local                | Fàbrica Tèxtil Rase       | Modifica les dades a Wikidata |
|        | Magatzem Clavell                 | Cardedeu | edifici      | Arquitecte: Manuel Joaquim Raspall i Mayol Estil: noucentisme                               | 41° 38′ 11″ N, 2° 21′ 30″ E / 41.6363°N,2.35839°E ca:Montseny, 5                                                                           | bé integrant del patrimoni cultural català | Magatzem S. Clavell       | Modifica les dades a Wikidata |
|        | Reixat Casa Llibre               | Cardedeu | edifici      | Estil: noucentisme Estat: enderrocat o destruït                                             | 41° 38′ 19″ N, 2° 21′ 21″ E / 41.63862°N,2.35576°E                                                                                         |                                            | Reixat Casa Llibre        | Modifica les dades a Wikidata |
|        | Reixat a la carretera de Cànoves | Cardedeu | edifici      | Estat: enderrocat o destruït                                                                | 41° 38′ 27″ N, 2° 21′ 21″ E / 41.64084°N,2.3558°E                                                                                          |                                            |                           | Modifica les dades a Wikidata |
|        | Torre d'Agustí 219               | Cardedeu | edifici      | Estil: noucentisme                                                                          | 41° 38′ 34″ N, 2° 21′ 33″ E / 41.64284°N,2.35927°E                                                                                         | bé integrant del patrimoni cultural català |                           | Modifica les dades a Wikidata |
|        | Torre d'Agustí 223               | Cardedeu | edifici      | Estil: noucentisme                                                                          | 41° 38′ 36″ N, 2° 21′ 33″ E / 41.6432°N,2.35926°E                                                                                          | bé integrant del patrimoni cultural català |                           | Modifica les dades a Wikidata |
|        | Torre d'Agustí 225               | Cardedeu | edifici      | Estil: noucentisme                                                                          | 41° 38′ 36″ N, 2° 21′ 33″ E / 41.64343°N,2.35924°E                                                                                         | bé integrant del patrimoni cultural català |                           | Modifica les dades a Wikidata |
|        | Torre d'Agustí 228               | Cardedeu | edifici      | Estil: noucentisme                                                                          | 41° 38′ 36″ N, 2° 21′ 34″ E / 41.6432°N,2.35955°E                                                                                          | bé integrant del patrimoni cultural català |                           | Modifica les dades a Wikidata |
|        | els Dominics                     | Cardedeu | edifici      | Estil: academicisme 20th century                                                            | 41° 38′ 55″ N, 2° 21′ 49″ E / 41.64855°N,2.36369°E ca:C. Verge de Montserrat, 41 - pg. dels Dominics 218 msnm                              | bé cultural d'interès local                | Els Dominics (Cardedeu)   | Modifica les dades a Wikidata |

## església
| imatge | Nom                                   | Ubicat a | instància de                 | Detalls                                  | coordenades                                                                                      | Protecció                                  | Commons (més fotos)                   | Dades a WD                    |
| ------ | ------------------------------------- | -------- | ---------------------------- | ---------------------------------------- | ------------------------------------------------------------------------------------------------ | ------------------------------------------ | ------------------------------------- | ----------------------------- |
|        | Sant Hilari                           | Cardedeu | església ermita              |                                          | 41° 40′ 07″ N, 2° 21′ 00″ E / 41.6686056693861°N,2.3500239251305°E ca:Masia de Cal Ros           |                                            |                                       | Modifica les dades a Wikidata |
|        | Santa Maria de Cardedeu               | Cardedeu | església església parroquial |                                          | 41° 38′ 19″ N, 2° 21′ 22″ E / 41.63857°N,2.3562°E ca:Pl. Església, Pl. Flors de Maig i Correlots | bé cultural d'interès local                | Església Santa Maria de Cardedeu      | Modifica les dades a Wikidata |
|        | capella de Sant Corneli i Sant Cebrià | Cardedeu | església                     | Estil: arquitectura popular              | 41° 38′ 19″ N, 2° 21′ 24″ E / 41.63854°N,2.35653°E                                               | bé cultural d'interès local                | Capella de Sant Corneli i Sant Cebrià | Modifica les dades a Wikidata |
|        | capella del Sant Crist                | Cardedeu | església                     | Estil: arquitectura popular 17th century | 41° 38′ 18″ N, 2° 21′ 27″ E / 41.63835°N,2.35753°E ca:C. Hospital, 5 193 msnm                    | bé integrant del patrimoni cultural català | Capella del Sant Crist (Cardedeu)     | Modifica les dades a Wikidata |

## granja
| imatge | Nom           | Ubicat a | instància de | Detalls                                                       | coordenades                                                                               | Protecció                   | Commons (més fotos)      | Dades a WD                    |
| ------ | ------------- | -------- | ------------ | ------------------------------------------------------------- | ----------------------------------------------------------------------------------------- | --------------------------- | ------------------------ | ----------------------------- |
|        | Granja Viader | Cardedeu | granja masia | Arquitecte: Manuel Joaquim Raspall i Mayol Estil: noucentisme | 41° 38′ 06″ N, 2° 21′ 13″ E / 41.63509°N,2.35356°E ca:Pg. de la Granja. Riera de Cardedeu | bé cultural d'interès local | Granja Viader (Cardedeu) | Modifica les dades a Wikidata |
|        | Granja Vila   | Cardedeu | granja       |                                                               | 41° 39′ 25″ N, 2° 21′ 53″ E / 41.6570596345255°N,2.36472061228862°E                       |                             |                          | Modifica les dades a Wikidata |

## masia
| imatge | Nom                               | Ubicat a                    | instància de     | Detalls                                                                                     | coordenades | Protecció                                  | Commons (més fotos)               | Dades a WD                    |
| ------ | --------------------------------- | --------------------------- | ---------------- | ------------------------------------------------------------------------------------------- | --- | ------------------------------------------ | --------------------------------- | ----------------------------- |
|        | Ca l'Alzina                       | Cardedeu                    | masia            | Estil: arquitectura popular                                                                 | 41° 38′ 58″ N, 2° 21′ 13″ E / 41.64949°N,2.35353°E ca:Camí de Sant Hilari                                                       | bé cultural d'interès local                |                                   | Modifica les dades a Wikidata |
|        | Ca l'Andreu                       | Cardedeu                    | masia            | Estil: arquitectura popular 17th century                                                    | 41° 39′ 03″ N, 2° 21′ 31″ E / 41.6508°N,2.35852°E ca:Ctra. Cànoves, km 1,2 223 msnm                                             | bé integrant del patrimoni cultural català | Ca l'Andreu (Cardedeu)            | Modifica les dades a Wikidata |
|        | Ca l'Esmandia                     | Cardedeu                    | masia            | Estil: arquitectura popular                                                                 | 41° 39′ 15″ N, 2° 21′ 10″ E / 41.65407°N,2.35267°E ca:Camí de Sant Hilari                                                       | bé cultural d'interès local                |                                   | Modifica les dades a Wikidata |
|        | Ca n'Eres Nou                     | Cardedeu                    | masia            |                                                                                             | 41° 37′ 19″ N, 2° 20′ 56″ E / 41.6219963225722°N,2.34890769667295°E                                                             |                                            |                                   | Modifica les dades a Wikidata |
|        | Ca n'Eres Vell                    | la Roca del Vallès Cardedeu | masia            | Estil: arquitectura popular                                                                 | 41° 37′ 26″ N, 2° 20′ 44″ E / 41.62387°N,2.34551°E ca:Barri de Bell-lloc, en el límit amb el terme municipal de Cardedeu, 08430 | bé integrant del patrimoni cultural català |                                   | Modifica les dades a Wikidata |
|        | Cal Bessó                         | Cardedeu                    | masia            |                                                                                             | 41° 39′ 53″ N, 2° 21′ 13″ E / 41.6646895593693°N,2.35357075247114°E                                                             |                                            |                                   | Modifica les dades a Wikidata |
|        | Cal Carro                         | Cardedeu                    | masia            |                                                                                             | 41° 40′ 16″ N, 2° 20′ 58″ E / 41.6711696977986°N,2.34949358705804°E                                                             |                                            |                                   | Modifica les dades a Wikidata |
|        | Cal Mestres                       | Cardedeu                    | masia            |                                                                                             | 41° 40′ 25″ N, 2° 21′ 08″ E / 41.6735904043824°N,2.35229237134506°E                                                             |                                            |                                   | Modifica les dades a Wikidata |
|        | Cal Metge                         | Cardedeu                    | masia            |                                                                                             | 41° 40′ 23″ N, 2° 21′ 07″ E / 41.6729224936732°N,2.35204678780019°E                                                             |                                            |                                   | Modifica les dades a Wikidata |
|        | Cal Mundet                        | Cardedeu                    | masia            |                                                                                             | 41° 40′ 15″ N, 2° 20′ 57″ E / 41.6709244112715°N,2.34912365546008°E                                                             |                                            |                                   | Modifica les dades a Wikidata |
|        | Cal Paler                         | Cardedeu                    | masia            |                                                                                             | 41° 38′ 07″ N, 2° 21′ 30″ E / 41.6353433737711°N,2.35823437431058°E                                                             |                                            |                                   | Modifica les dades a Wikidata |
|        | Cal Ros de Sant Hilari            | Cardedeu                    | masia            | Estil: arquitectura popular                                                                 | 41° 40′ 07″ N, 2° 21′ 00″ E / 41.66863°N,2.3501°E ca:Camí de Sant Hilari                                                        | bé cultural d'interès local                |                                   | Modifica les dades a Wikidata |
|        | Cal Ròstic                        | Cardedeu                    | masia            |                                                                                             | 41° 40′ 07″ N, 2° 21′ 46″ E / 41.6685149169035°N,2.36277009295112°E                                                             |                                            |                                   | Modifica les dades a Wikidata |
|        | Cal Turó                          | Cardedeu                    | masia            |                                                                                             | 41° 37′ 58″ N, 2° 21′ 51″ E / 41.632793°N,2.364296°E 182 msnm                                                                   |                                            | Cal Turó (Cardedeu)               | Modifica les dades a Wikidata |
|        | Cal Xulino                        | Cardedeu                    | masia            |                                                                                             | 41° 40′ 16″ N, 2° 21′ 05″ E / 41.6710812160535°N,2.35136850095107°E                                                             |                                            |                                   | Modifica les dades a Wikidata |
|        | Can Batlle-Torrent                | Cardedeu                    | masia            | Estil: arquitectura popular 18th century                                                    | 41° 38′ 12″ N, 2° 21′ 34″ E / 41.63666°N,2.35943°E ca:Gran Via Tomàs Balvey, 29 - crta. de Dosrius 192 msnm                     | bé cultural d'interès local                | Can Batlle-Torrent                | Modifica les dades a Wikidata |
|        | Can Bellsolà                      | Cardedeu                    | masia            | Estil: arquitectura popular 17th century                                                    | 41° 38′ 48″ N, 2° 21′ 44″ E / 41.64665°N,2.36219°E ca:C. Casas i Amigó - c. Joan XXIII 214 msnm                                 | bé cultural d'interès local                | Can Bellsolà                      | Modifica les dades a Wikidata |
|        | Can Bordoi                        | Cardedeu                    | masia            |                                                                                             | 41° 39′ 22″ N, 2° 22′ 06″ E / 41.6561068384922°N,2.36834504255844°E                                                             |                                            |                                   | Modifica les dades a Wikidata |
|        | Can Bussillons                    | Cardedeu                    | masia            |                                                                                             | 41° 38′ 57″ N, 2° 21′ 37″ E / 41.6491079324333°N,2.36013929193155°E                                                             |                                            |                                   | Modifica les dades a Wikidata |
|        | Can Calau                         | Cardedeu                    | masia            |                                                                                             | 41° 39′ 39″ N, 2° 21′ 34″ E / 41.660750918946°N,2.35955561449983°E                                                              |                                            |                                   | Modifica les dades a Wikidata |
|        | Can Calça-ple                     | Cardedeu                    | masia            |                                                                                             | 41° 38′ 09″ N, 2° 22′ 15″ E / 41.6359445888381°N,2.37085918997406°E                                                             |                                            |                                   | Modifica les dades a Wikidata |
|        | Can Canyes                        | Cardedeu                    | masia            |                                                                                             | 41° 38′ 54″ N, 2° 21′ 22″ E / 41.6483469228851°N,2.35612389250042°E                                                             |                                            |                                   | Modifica les dades a Wikidata |
|        | Can Cuiàs                         | Cardedeu                    | masia            |                                                                                             | 41° 39′ 12″ N, 2° 21′ 45″ E / 41.6534716923036°N,2.36253407464512°E                                                             |                                            |                                   | Modifica les dades a Wikidata |
|        | Can Cutiró                        | Cardedeu                    | masia            |                                                                                             | 41° 39′ 33″ N, 2° 21′ 13″ E / 41.6590514118712°N,2.35362714009416°E                                                             |                                            |                                   | Modifica les dades a Wikidata |
|        | Can Diumer                        | Cardedeu                    | masia            | Estil: neoclassicisme                                                                       | 41° 38′ 33″ N, 2° 21′ 22″ E / 41.64256°N,2.35618°E ca:Crtra. de Cànoves / Av. Eduard Corbella, 1                                | bé cultural d'interès local                | Can Diumer (Cardedeu)             | Modifica les dades a Wikidata |
|        | Can Diumeró                       | Cardedeu                    | masia            |                                                                                             | 41° 39′ 37″ N, 2° 21′ 23″ E / 41.6602015471102°N,2.35634212381531°E                                                             |                                            |                                   | Modifica les dades a Wikidata |
|        | Can Galanet                       | Cardedeu                    | masia            |                                                                                             | 41° 39′ 41″ N, 2° 21′ 49″ E / 41.6613402873905°N,2.36350144649644°E                                                             |                                            |                                   | Modifica les dades a Wikidata |
|        | Can Guinard                       | Cardedeu                    | masia            |                                                                                             | 41° 39′ 06″ N, 2° 21′ 31″ E / 41.651786°N,2.358649°E                                                                            |                                            |                                   | Modifica les dades a Wikidata |
|        | Can Guri                          | Cardedeu                    | masia            |                                                                                             | 41° 40′ 06″ N, 2° 21′ 34″ E / 41.6683522482856°N,2.3594322321195°E                                                              |                                            |                                   | Modifica les dades a Wikidata |
|        | Can Jaumet                        | Cardedeu                    | masia            | Estil: arquitectura popular                                                                 | 41° 39′ 35″ N, 2° 21′ 32″ E / 41.65982°N,2.35887°E                                                                              | bé integrant del patrimoni cultural català | Can Jaumet (Cardedeu)             | Modifica les dades a Wikidata |
|        | Can Joan Guri                     | Cardedeu                    | masia            |                                                                                             | 41° 40′ 15″ N, 2° 21′ 48″ E / 41.670697517063°N,2.36328914858704°E                                                              |                                            |                                   | Modifica les dades a Wikidata |
|        | Can Julià Xic                     | Cardedeu                    | masia            |                                                                                             | 41° 39′ 47″ N, 2° 22′ 01″ E / 41.6630699923231°N,2.36682360447872°E                                                             |                                            |                                   | Modifica les dades a Wikidata |
|        | Can Leio                          | Cardedeu                    | masia            |                                                                                             | 41° 39′ 23″ N, 2° 21′ 20″ E / 41.6564237967675°N,2.35567113478377°E                                                             |                                            |                                   | Modifica les dades a Wikidata |
|        | Can Llaners                       | Cardedeu                    | masia            |                                                                                             | 41° 39′ 31″ N, 2° 21′ 43″ E / 41.6586118240264°N,2.36200296062517°E                                                             |                                            |                                   | Modifica les dades a Wikidata |
|        | Can Llança                        | Cardedeu                    | masia            | Estil: arquitectura popular 18th century                                                    | 41° 38′ 45″ N, 2° 21′ 34″ E / 41.6457°N,2.35943°E ca:Av. Àngel Guimerà - c. Convent - c. Josep Maria Floch i Torres 210 msnm    | bé cultural d'interès local                | Can Llança                        | Modifica les dades a Wikidata |
|        | Can Llora                         | Cardedeu                    | masia            |                                                                                             | 41° 40′ 11″ N, 2° 20′ 52″ E / 41.6697098997595°N,2.34779046568982°E                                                             |                                            |                                   | Modifica les dades a Wikidata |
|        | Can Manent                        | Cardedeu                    | masia            |                                                                                             | 41° 38′ 21″ N, 2° 22′ 00″ E / 41.6392177621658°N,2.36658886544083°E                                                             |                                            |                                   | Modifica les dades a Wikidata |
|        | Can Marc                          | Cardedeu                    | masia            |                                                                                             | 41° 39′ 21″ N, 2° 21′ 21″ E / 41.655820755924°N,2.35574920606802°E                                                              |                                            |                                   | Modifica les dades a Wikidata |
|        | Can Martí Moret                   | Cardedeu                    | masia            |                                                                                             | 41° 39′ 18″ N, 2° 21′ 22″ E / 41.654894956316°N,2.35609471100595°E                                                              |                                            |                                   | Modifica les dades a Wikidata |
|        | Can Massip                        | Cardedeu                    | masia            | Estil: arquitectura popular                                                                 | 41° 39′ 07″ N, 2° 21′ 33″ E / 41.65192°N,2.35923°E ca:Ctra. de Cànoves BV-5108, km 2,3 325 msnm                                 | bé cultural d'interès local                | Can Massip                        | Modifica les dades a Wikidata |
|        | Can Milhomes                      | Cardedeu                    | masia            |                                                                                             | 41° 39′ 27″ N, 2° 21′ 58″ E / 41.6574816983812°N,2.36612168650988°E                                                             |                                            |                                   | Modifica les dades a Wikidata |
|        | Can Miret                         | Cardedeu                    | masia            | Estil: arquitectura popular Estat: ruïnós                                                   | 41° 39′ 27″ N, 2° 21′ 33″ E / 41.65761°N,2.35905°E 238 msnm                                                                     | bé cultural d'interès local                | Can Miret (Cardedeu)              | Modifica les dades a Wikidata |
|        | Can Montells                      | Cardedeu                    | masia            | Estil: arquitectura popular 16th century                                                    | 41° 38′ 45″ N, 2° 20′ 55″ E / 41.64579°N,2.34853°E ca:Av. Montells, vall de la Coma                                             | bé cultural d'interès local                | Can Montells (Cardedeu)           | Modifica les dades a Wikidata |
|        | Can Montells Nou                  | Cardedeu                    | masia            |                                                                                             | 41° 38′ 46″ N, 2° 20′ 38″ E / 41.6461617864117°N,2.3440172283078°E                                                              |                                            |                                   | Modifica les dades a Wikidata |
|        | Can Moret                         | Cardedeu                    | masia            |                                                                                             | 41° 39′ 23″ N, 2° 21′ 31″ E / 41.6563415153771°N,2.35867451252722°E                                                             |                                            |                                   | Modifica les dades a Wikidata |
|        | Can Mosques                       | Cardedeu                    | masia            |                                                                                             | 41° 40′ 17″ N, 2° 21′ 01″ E / 41.6712634333925°N,2.35014134544708°E                                                             |                                            |                                   | Modifica les dades a Wikidata |
|        | Can Nicolau                       | Cardedeu                    | masia            | Estil: arquitectura popular                                                                 | 41° 39′ 11″ N, 2° 20′ 51″ E / 41.65294°N,2.34761°E                                                                              | bé cultural d'interès local                |                                   | Modifica les dades a Wikidata |
|        | Can Pelegrí                       | Cardedeu                    | masia            | Arquitecte: Jaume Brossa i Mascaró Estil: arquitectura popular 1898                         | 41° 38′ 10″ N, 2° 19′ 58″ E / 41.6360182686942°N,2.33281001808008°E                                                             | bé integrant del patrimoni cultural català |                                   | Modifica les dades a Wikidata |
|        | Can Pere Montells                 | Cardedeu                    | masia            |                                                                                             | 41° 39′ 08″ N, 2° 20′ 51″ E / 41.6521538914804°N,2.3475952999196°E                                                              |                                            |                                   | Modifica les dades a Wikidata |
|        | Can Pere Xic                      | Cardedeu                    | masia            |                                                                                             | 41° 39′ 02″ N, 2° 21′ 06″ E / 41.6504378320837°N,2.35153960116298°E                                                             |                                            |                                   | Modifica les dades a Wikidata |
|        | Can Pere dels Ous                 | Cardedeu                    | masia            |                                                                                             | 41° 38′ 06″ N, 2° 20′ 31″ E / 41.6350262333332°N,2.34196902418437°E 182 msnm                                                    |                                            | Can Pere dels Ous                 | Modifica les dades a Wikidata |
|        | Can Puig de la Casa Nova          | Cardedeu                    | masia            | Estil: arquitectura popular                                                                 | 41° 38′ 23″ N, 2° 21′ 35″ E / 41.63967°N,2.3598°E ca:Av. Àngel Guimerà, 94                                                      | bé integrant del patrimoni cultural català | Can Puig de la Casa Nova          | Modifica les dades a Wikidata |
|        | Can Pujades                       | Cardedeu                    | masia            |                                                                                             | 41° 37′ 35″ N, 2° 22′ 02″ E / 41.626308°N,2.367262°E 176 msnm                                                                   |                                            |                                   | Modifica les dades a Wikidata |
|        | Can Ranxero                       | Cardedeu                    | masia            |                                                                                             | 41° 39′ 15″ N, 2° 22′ 08″ E / 41.6542627159112°N,2.3687713953307°E                                                              |                                            |                                   | Modifica les dades a Wikidata |
|        | Can Reculons                      | Cardedeu                    | masia            |                                                                                             | 41° 39′ 20″ N, 2° 21′ 40″ E / 41.6556074739533°N,2.36110783371208°E                                                             |                                            |                                   | Modifica les dades a Wikidata |
|        | Can Ribalta                       | Cardedeu                    | masia            | Estil: arquitectura popular                                                                 | 41° 37′ 24″ N, 2° 21′ 13″ E / 41.62347°N,2.35367°E                                                                              | bé cultural d'interès local                |                                   | Modifica les dades a Wikidata |
|        | Can Ribes                         | Cardedeu                    | masia casa forta | Estil: arquitectura popular 16th century                                                    | 41° 37′ 09″ N, 2° 21′ 20″ E / 41.61911°N,2.35563°E ca:Torrent del Fou 170 msnm                                                  | bé cultural d'interès local                | Can Ribes (Cardedeu)              | Modifica les dades a Wikidata |
|        | Can Santacana                     | Cardedeu                    | masia            |                                                                                             | 41° 39′ 20″ N, 2° 21′ 16″ E / 41.6556058538077°N,2.35437018697837°E                                                             |                                            |                                   | Modifica les dades a Wikidata |
|        | Can Sila                          | Cardedeu                    | masia            |                                                                                             | 41° 37′ 02″ N, 2° 21′ 04″ E / 41.6171264406537°N,2.35103318957395°E                                                             |                                            |                                   | Modifica les dades a Wikidata |
|        | Can Siló                          | Cardedeu                    | masia            |                                                                                             | 41° 39′ 29″ N, 2° 21′ 21″ E / 41.6580466741026°N,2.35595522239218°E                                                             |                                            |                                   | Modifica les dades a Wikidata |
|        | Can Soldevila                     | Cardedeu                    | masia            |                                                                                             | 41° 40′ 18″ N, 2° 21′ 30″ E / 41.6717785453292°N,2.35846124212317°E                                                             |                                            |                                   | Modifica les dades a Wikidata |
|        | Can Suari de la Coma              | Cardedeu                    | masia            |                                                                                             | 41° 39′ 02″ N, 2° 20′ 54″ E / 41.650566°N,2.348398°E 221 msnm                                                                   |                                            | Can Suari de la Coma (masia)      | Modifica les dades a Wikidata |
|        | Can Terrades                      | Cardedeu                    | masia            | Estil: arquitectura popular 14th century                                                    | 41° 39′ 02″ N, 2° 21′ 27″ E / 41.65068°N,2.35746°E ca:Crta. de Cànoves BV-5108, km 1,5, el Rieral 223 msnm                      | bé cultural d'interès local                | Can Terrades (Cardedeu)           | Modifica les dades a Wikidata |
|        | Can Tram                          | Cardedeu                    | masia            |                                                                                             | 41° 39′ 38″ N, 2° 21′ 45″ E / 41.6606503243724°N,2.36252333622059°E                                                             |                                            |                                   | Modifica les dades a Wikidata |
|        | Can Vilaret                       | Cardedeu                    | masia            |                                                                                             | 41° 39′ 26″ N, 2° 21′ 53″ E / 41.6572845353073°N,2.36467036046929°E                                                             |                                            |                                   | Modifica les dades a Wikidata |
|        | Can Volard                        | Cardedeu                    | masia            | Estil: arquitectura popular                                                                 | 41° 39′ 45″ N, 2° 21′ 07″ E / 41.66262°N,2.35188°E ca:Camí de Sant Hilari                                                       | bé cultural d'interès local                |                                   | Modifica les dades a Wikidata |
|        | Can Volardet                      | Cardedeu                    | masia            |                                                                                             | 41° 38′ 55″ N, 2° 21′ 08″ E / 41.648613681585°N,2.35230243975719°E                                                              |                                            |                                   | Modifica les dades a Wikidata |
|        | Can Xafa                          | Cardedeu                    | masia            |                                                                                             | 41° 39′ 18″ N, 2° 21′ 35″ E / 41.6550861424417°N,2.35968379603183°E                                                             |                                            |                                   | Modifica les dades a Wikidata |
|        | Mas Ponç                          | Cardedeu                    | masia            |                                                                                             | 41° 39′ 45″ N, 2° 21′ 27″ E / 41.6623971471°N,2.35756943968965°E                                                                |                                            |                                   | Modifica les dades a Wikidata |
|        | Mas Riera Valentí                 | Cardedeu                    | masia            | Estil: arquitectura popular Estat: enderrocat o destruït                                    | 41° 38′ 22″ N, 2° 21′ 29″ E / 41.63951°N,2.35801°E                                                                              |                                            |                                   | Modifica les dades a Wikidata |
|        | Mas Roig                          | Cardedeu                    | masia            |                                                                                             | 41° 39′ 12″ N, 2° 20′ 50″ E / 41.6534674957539°N,2.34734185063911°E                                                             |                                            |                                   | Modifica les dades a Wikidata |
|        | Torre Angeleta                    | Cardedeu                    | masia            |                                                                                             | 41° 38′ 15″ N, 2° 21′ 38″ E / 41.6374459696845°N,2.36055482606243°E                                                             |                                            |                                   | Modifica les dades a Wikidata |
|        | Torre Niella                      | Cardedeu                    | masia            | Arquitecte: Manuel Joaquim Raspall i Mayol Estil: modernisme català arquitectura modernista | 41° 39′ 14″ N, 2° 21′ 43″ E / 41.65376°N,2.36184°E                                                                              | bé cultural d'interès local                | Can Cuyàs (Cardedeu)              | Modifica les dades a Wikidata |
|        | can Llibre del Torrent del Llibre | Cardedeu                    | masia            | Estil: arquitectura popular 17th century                                                    | 41° 38′ 09″ N, 2° 21′ 48″ E / 41.63593°N,2.36345°E ca:C. Maternitat d'Elna, 15 190 msnm                                         | bé integrant del patrimoni cultural català | Can Llibre del Torrent del Llibre | Modifica les dades a Wikidata |
|        | la Brugarola                      | Cardedeu                    | masia            |                                                                                             | 41° 38′ 20″ N, 2° 21′ 35″ E / 41.6390002483729°N,2.35984305487813°E                                                             |                                            |                                   | Modifica les dades a Wikidata |
|        | la Casa de les Rodes              | Cardedeu                    | masia            |                                                                                             | 41° 40′ 17″ N, 2° 21′ 36″ E / 41.6713278469031°N,2.36001539635666°E                                                             |                                            |                                   | Modifica les dades a Wikidata |
|        | la Coma                           | Cardedeu                    | masia            |                                                                                             | 41° 39′ 11″ N, 2° 20′ 52″ E / 41.6529751984458°N,2.34788725238729°E                                                             |                                            |                                   | Modifica les dades a Wikidata |

## mausoleu
| imatge | Nom                    | Ubicat a | instància de | Detalls                                    | coordenades                                                                            | Protecció                                  | Commons (més fotos)      | Dades a WD                    |
| ------ | ---------------------- | -------- | ------------ | ------------------------------------------ | -------------------------------------------------------------------------------------- | ------------------------------------------ | ------------------------ | ----------------------------- |
|        | Panteó Arquer i Morató | Cardedeu | mausoleu     | Estil: arquitectura eclèctica 20th century | 41° 38′ 18″ N, 2° 20′ 44″ E / 41.638354°N,2.345529°E ca:Cementiri de Cardedeu 197 msnm | bé integrant del patrimoni cultural català | Panteó Arquer i Morató   | Modifica les dades a Wikidata |
|        | Panteó Viader          | Cardedeu | mausoleu     | Estil: modernisme català                   |                                                                                        | bé integrant del patrimoni cultural català | Panteó Viader (Cardedeu) | Modifica les dades a Wikidata |

## molí d'aigua
| imatge | Nom                 | Ubicat a | instància de                  | Detalls                     | coordenades                                                                  | Protecció                                  | Commons (més fotos) | Dades a WD                    |
| ------ | ------------------- | -------- | ----------------------------- | --------------------------- | ---------------------------------------------------------------------------- | ------------------------------------------ | ------------------- | ----------------------------- |
|        | Molí Diumer         | Cardedeu | molí d'aigua                  | Estil: arquitectura popular | 41° 38′ 35″ N, 2° 21′ 22″ E / 41.64295°N,2.35614°E ca:Crtra. de Cànoves, 106 | bé integrant del patrimoni cultural català | El Molí Diumer      | Modifica les dades a Wikidata |
|        | Molí de Can Bas     | Cardedeu | molí d'aigua                  | Estil: arquitectura popular | 41° 39′ 14″ N, 2° 21′ 31″ E / 41.65398°N,2.35853°E                           | bé cultural d'interès local                | Molí de Can Bas     | Modifica les dades a Wikidata |
|        | Molí de Can Maspons | Cardedeu | molí d'aigua Ús: molí fariner | Estil: arquitectura popular | 41° 39′ 44″ N, 2° 21′ 28″ E / 41.66215°N,2.35787°E                           | bé cultural d'interès local                | Molí de Can Maspons | Modifica les dades a Wikidata |

## monument
| imatge | Nom                                     | Ubicat a | instància de | Detalls | coordenades | Protecció | Commons (més fotos) | Dades a WD                    |
| ------ | --------------------------------------- | -------- | ------------ | ------- | --- | --------- | ------------------- | ----------------------------- |
|        | Escultura Vessants                      | Cardedeu | monument     |         | 41° 37′ 35″ N, 2° 21′ 50″ E / 41.62641143798828°N,2.3639769554138184°E ca:Rotonda crtra. de Dosrius / Isaac Albèniz |           |                     | Modifica les dades a Wikidata |
|        | Font Vol de Coloms                      | Cardedeu | monument     |         | 41° 38′ 20″ N, 2° 21′ 22″ E / 41.63887405395508°N,2.3560431003570557°E ca:Plaça de l'Església                       |           |                     | Modifica les dades a Wikidata |
|        | Monument a Anselm Clavé                 | Cardedeu | monument     |         | 41° 38′ 19″ N, 2° 21′ 22″ E / 41.63870620727539°N,2.3561758995056152°E ca:Plaça de l'Església                       |           |                     | Modifica les dades a Wikidata |
|        | Monument a la Germandat La Santa Espina | Cardedeu | monument     |         | 41° 38′ 17″ N, 2° 21′ 21″ E / 41.638179779052734°N,2.355966091156006°E ca:Plaça d'Anselm Clavé                      |           |                     | Modifica les dades a Wikidata |

## nucli de població
| imatge | Nom         | Ubicat a | instància de      | Detalls | coordenades                                                         | Protecció | Commons (més fotos) | Dades a WD                    |
| ------ | ----------- | -------- | ----------------- | ------- | ------------------------------------------------------------------- | --------- | ------------------- | ----------------------------- |
|        | Bellavista  | Cardedeu | nucli de població |         | 41° 38′ 21″ N, 2° 22′ 14″ E / 41.6393°N,2.37056°E                   |           |                     | Modifica les dades a Wikidata |
|        | Sant Hilari | Cardedeu | nucli de població |         | 41° 40′ 07″ N, 2° 21′ 01″ E / 41.668713221637°N,2.3502059832484°E   |           |                     | Modifica les dades a Wikidata |
|        | el Rieral   | Cardedeu | nucli de població |         | 41° 39′ 34″ N, 2° 21′ 34″ E / 41.6593810397832°N,2.35941304716927°E |           |                     | Modifica les dades a Wikidata |
|        | la Coma     | Cardedeu | nucli de població |         | 41° 38′ 56″ N, 2° 20′ 53″ E / 41.64888524167°N,2.3480035322249°E    |           |                     | Modifica les dades a Wikidata |

## plaça
| imatge | Nom             | Ubicat a | instància de | Detalls                                  | coordenades                                                              | Protecció                                  | Commons (més fotos)        | Dades a WD                    |
| ------ | --------------- | -------- | ------------ | ---------------------------------------- | ------------------------------------------------------------------------ | ------------------------------------------ | -------------------------- | ----------------------------- |
|        | Plaça Clavé     | Cardedeu | plaça        | Estil: arquitectura popular              | 41° 38′ 17″ N, 2° 21′ 22″ E / 41.63807°N,2.35603°E ca:Pl. Clavé 193 msnm | bé integrant del patrimoni cultural català | Plaça Clavé (Cardedeu)     | Modifica les dades a Wikidata |
|        | Plaça Sant Joan | Cardedeu | plaça        | Estil: arquitectura popular 20th century | 41° 38′ 17″ N, 2° 21′ 18″ E / 41.63813°N,2.35507°E 192 msnm              | bé integrant del patrimoni cultural català | Plaça Sant Joan (Cardedeu) | Modifica les dades a Wikidata |

## Misc
| imatge | Nom                                         | Ubicat a | instància de                                                                   | Detalls                                                                   | coordenades                                                                                             | Protecció                                  | Commons (més fotos)             | Dades a WD                    |
| ------ | ------------------------------------------- | -------- | ------------------------------------------------------------------------------ | ------------------------------------------------------------------------- | --- | ------------------------------------------ | ------------------------------- | ----------------------------- |
|        | Cardedeu                                    | Cardedeu | entitat singular de població capital municipal ens local històric de Catalunya | 19091 hab                                                                 | 41° 38′ 23″ N, 2° 21′ 27″ E / 41.639722222222°N,2.3575°E 195 msnm                                       |                                            |                                 | Modifica les dades a Wikidata |
|        | Casa Herrero                                | Cardedeu | edifici residencial                                                            |                                                                           | 41° 38′ 17″ N, 2° 21′ 18″ E / 41.63802337646485°N,2.355125188827514°E ca:Plaça Sant Joan, 3             |                                            |                                 | Modifica les dades a Wikidata |
|        | Cementiri de Cardedeu. Sepulcre Marc Viader | Cardedeu | sepultura                                                                      |                                                                           | 41° 38′ 18″ N, 2° 20′ 44″ E / 41.638214111328125°N,2.3454530239105225°E ca:Cementiri de Cardedeu        |                                            |                                 | Modifica les dades a Wikidata |
|        | Estació de Cardedeu                         | Cardedeu | estació de ferrocarril                                                         |                                                                           | 41° 38′ 12″ N, 2° 21′ 22″ E / 41.63666666666667°N,2.356222222222222°E ca:Avinguda Rei en Jaume 191 msnm |                                            | Cardedeu train station          | Modifica les dades a Wikidata |
|        | Mural de l'escola Mil·lenari                | Cardedeu | mural                                                                          |                                                                           | 41° 38′ 08″ N, 2° 21′ 44″ E / 41.63554000854492°N,2.36221694946289°E ca:Mare de Déu del Pilar, 8        |                                            |                                 | Modifica les dades a Wikidata |
|        | Polígon industrial El Marital               | Cardedeu | polígon industrial                                                             |                                                                           | 41° 38′ 22″ N, 2° 20′ 36″ E / 41.6393575235297°N,2.34334179850396°E                                     |                                            |                                 | Modifica les dades a Wikidata |
|        | Porxo al carrer Sant Ramon                  | Cardedeu | porxe                                                                          | Estil: arquitectura popular                                               | 41° 38′ 21″ N, 2° 21′ 27″ E / 41.63915°N,2.35753°E                                                      | bé integrant del patrimoni cultural català |                                 | Modifica les dades a Wikidata |
|        | Rectoria                                    | Cardedeu | rectoria                                                                       | Estil: historicisme arquitectònic                                         | 41° 38′ 23″ N, 2° 21′ 23″ E / 41.63968°N,2.35629°E ca:Lluís Llibre, 25 - Crtra. Cànoves                 | bé cultural d'interès local                | Rectoria (Cardedeu)             | Modifica les dades a Wikidata |
|        | Torre Lligé                                 | Cardedeu | casa consistorial                                                              | Estil: historicisme arquitectònic arquitectura eclèctica                  | 41° 38′ 17″ N, 2° 21′ 16″ E / 41.63801°N,2.3545°E ca:Plaça Sant Joan, 1                                 | bé cultural d'interès local                | Ajuntament de Cardedeu          | Modifica les dades a Wikidata |
|        | carrer Sant Antoni                          | Cardedeu | carrer                                                                         | Estil: arquitectura popular 19th century                                  | 41° 38′ 15″ N, 2° 21′ 22″ E / 41.63744°N,2.35604°E ca:Carrer de Sant Antoni 192 msnm                    | bé integrant del patrimoni cultural català | Carrer Sant Antoni (Cardedeu)   | Modifica les dades a Wikidata |
|        | cementiri de Cardedeu                       | Cardedeu | cementiri                                                                      | Arquitecte: Manuel Joaquim Raspall i Mayol Estil: arquitectura modernista | 41° 38′ 16″ N, 2° 20′ 46″ E / 41.6379°N,2.34604°E ca:Passeig del Cementiri                              | bé cultural d'interès local                | Cementiri municipal de Cardedeu | Modifica les dades a Wikidata |
|        | creu de la Serreta                          | Cardedeu | creu monumental                                                                |                                                                           | 41° 38′ 04″ N, 2° 21′ 31″ E / 41.6345443926873°N,2.3587105412506°E 208 msnm                             |                                            |                                 | Modifica les dades a Wikidata |
|        | creu de terme                               | Cardedeu | creu de terme                                                                  | Estil: arquitectura barroca 17th century                                  | 41° 38′ 11″ N, 2° 20′ 57″ E / 41.63639°N,2.34913°E ca:Plaça de la Creu 200 msnm                         | bé integrant del patrimoni cultural català | Creu de terme (Cardedeu)        | Modifica les dades a Wikidata |
|        | el Poble Sec                                | Cardedeu | barri                                                                          |                                                                           | 41° 37′ 59″ N, 2° 21′ 40″ E / 41.63311034992054°N,2.3612022399902344°E 185 msnm                         |                                            | El Poble Sec (Cardedeu)         | Modifica les dades a Wikidata |
|        | font de la plaça Amat                       | Cardedeu | font                                                                           | Estil: noucentisme                                                        | 41° 38′ 12″ N, 2° 21′ 44″ E / 41.63655°N,2.3622°E ca:Plaça Amat 191 msnm                                | bé cultural d'interès local                | Font de la Plaça de Joan Amat   | Modifica les dades a Wikidata |